# Бельбецький тисовий гай
Бельбе́цький ти́совий гай — ботанічний заказник місцевого значення, розташований на захід від смт Куйбишеве Бахчисарайського району, АР Крим. Створений відповідно до Постанови ВР АРК № 353 від 20 травня 1980 року.

## Загальні відомості
Землекористувачем є ДП «Бахчисарайське лісомисливське господарство», Куйбишевське лісництво, квартал 12, площа 20 га. Розташований на захід від смт Куйбишеве Бахчисарайського району.
Заказник розташований на північно-західному схилі гори Бурун-Кая. На північному заході Заказник межує з об'єктом культурної (археологічного) спадщини "Археологічний комплекс «Сюйренська фортеця».
Заказник створений із метою охорони та збереження в природному стані найбільшого гаю рідкісного релікту тиса ягідного, зростає близько 2000 дерев.

## Галерея

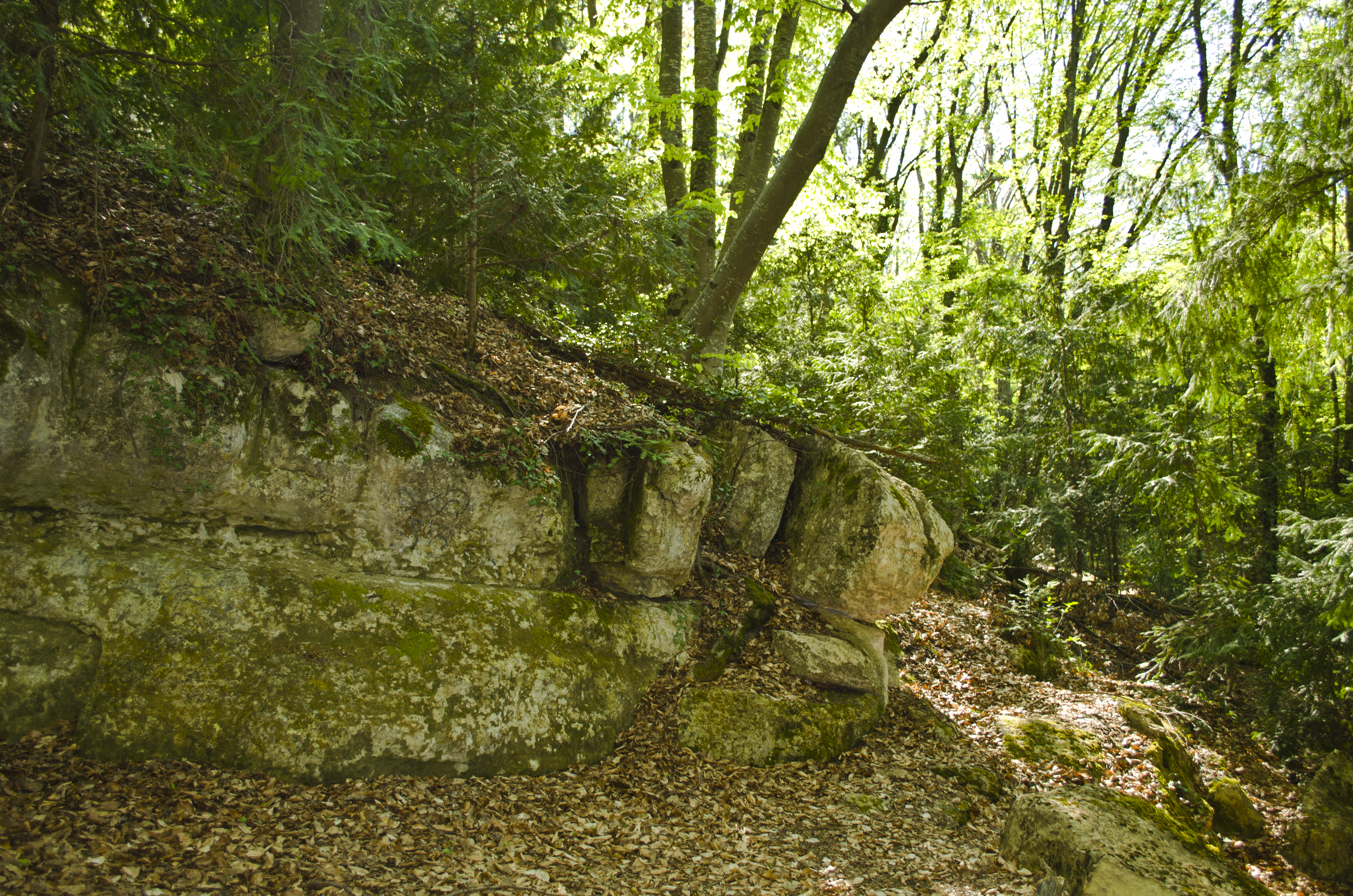
Бельбецький тисовий гай
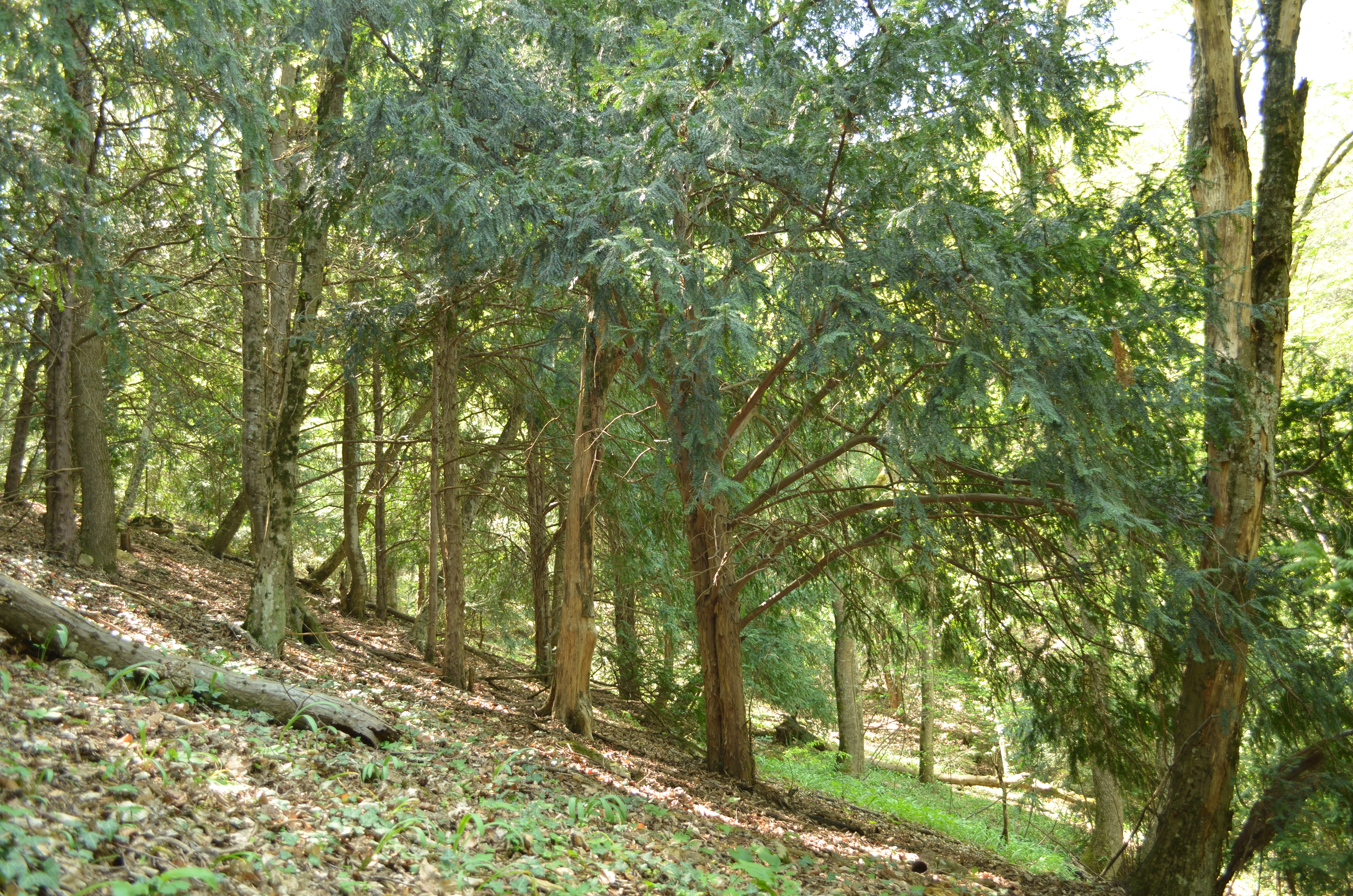
Тисовий гай
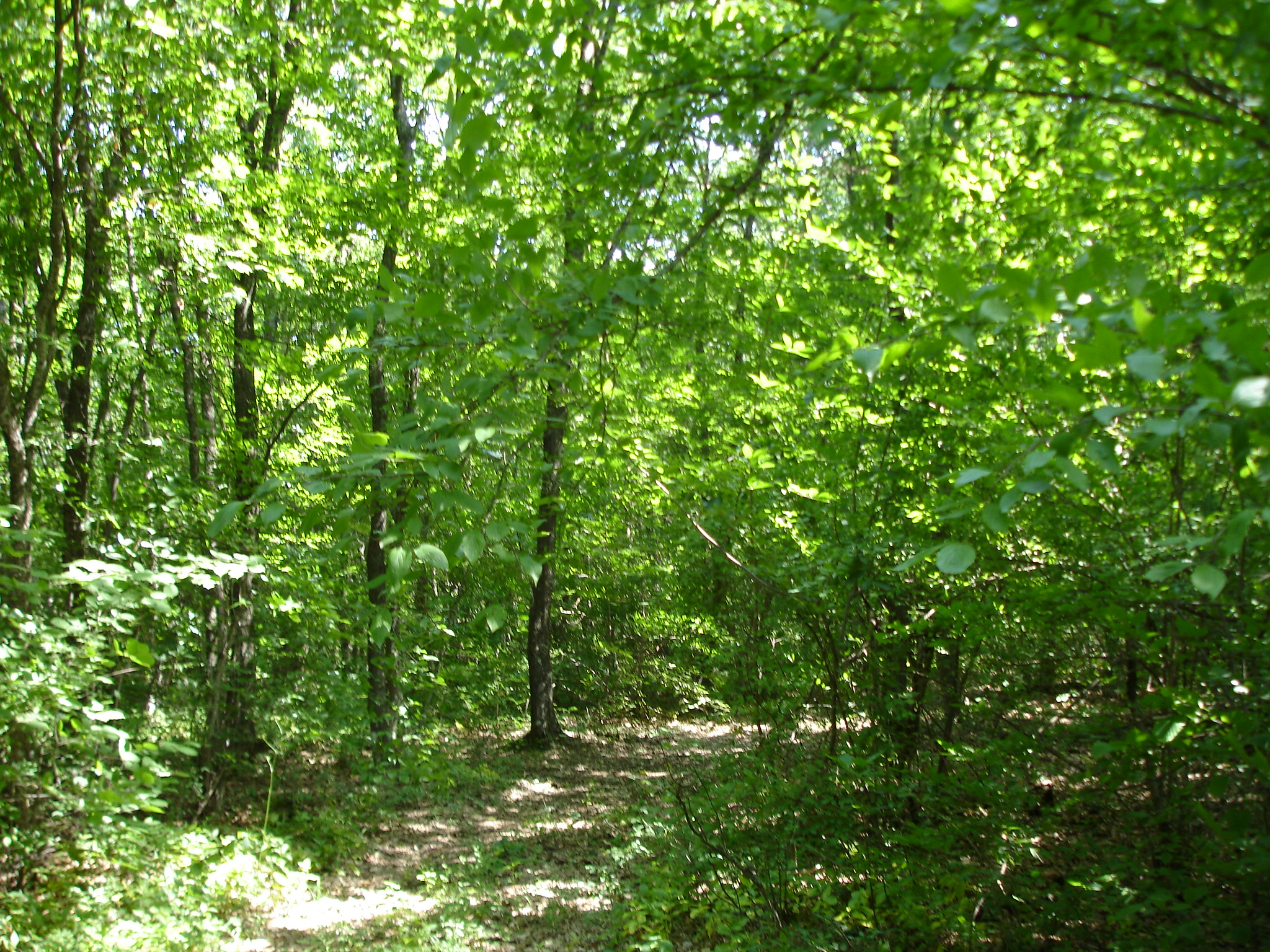
Бельбецький тисовий гай, с. Куйбишеве